# East Setauket CDP (Nueva York)
East Setauket es un lugar designado por el censo ubicado en el condado de Suffolk en el estado estadounidense de Nueva York. En el Censo de 2020 tenía una población de 10998 habitantes y una densidad poblacional de 698,73 habitantes por km². Fue incluido como CDP en el censo de 2020.Anteriormente, formaba parte del CDP de Setauket-East Setauket.

## Geografía
East Setauket se encuentra ubicado en las coordenadas 40°56′23″N 73°05′56″O / 40.93972, -73.09889. Según la Oficina del Censo de los Estados Unidos,  tiene una superficie total de 15,74 km², de la cual 15,60 km² corresponden a tierra firme y 0,14 km² a agua.